# Ein König im Exil
Ein König im Exil ist ein US-amerikanisches Stummfilmdrama aus dem Jahr 1925 von Victor Sjöström mit Alice Terry und Lewis Stone in den Hauptrollen. Der Film wurde von Metro-Goldwyn-Mayer produziert und basiert auf dem Roman Die Könige im Exil von Alphonse Daudet.

## Handlung

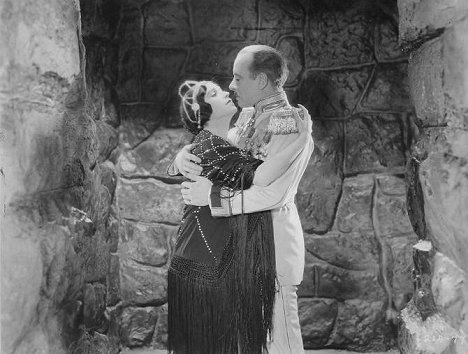
Szenenfoto mit Helena D’Algy und Lewis Stone

König Christian von Illyrien, einem kleinen und dekadenten Reich, verbringt in den Tagen unmittelbar vor seiner Hochzeit mit Prinzessin Frederika, einer schönen und hochgeistigen jungen Adligen, seine ganze Zeit mit seiner wollüstigen Mätresse Sephora. Prinz Alexei, der Cousin des Königs, unterhält Frederika, die beiden fühlen sich stark zueinander hingezogen. Nach der königlichen Hochzeit bekommt die Königin ein Kind, aber der König interessiert sich nur für eine neue Mätresse, mit der er offen durch die Straßen reitet. 

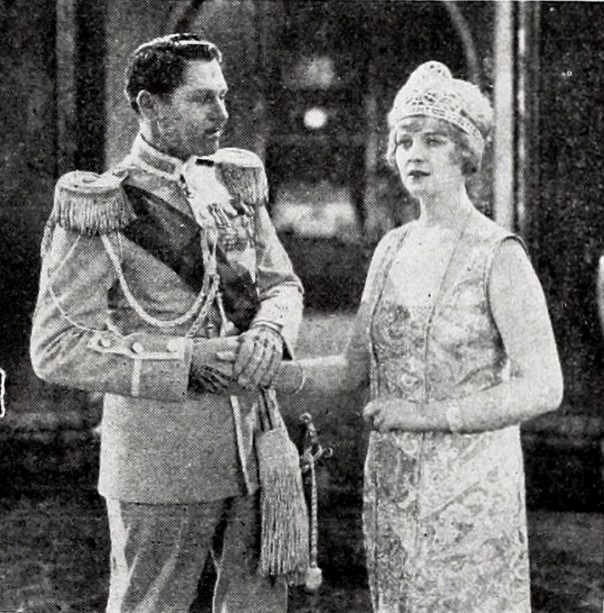
John Bowers und Alice Terry

Die Bevölkerung wird unzufrieden, eine Revolution bricht aus, die den König zum Abdanken bringt. Der Monarch geht mit Frau und Kind ins Exil nach Paris, dort kommt sich das Ehepaar wieder näher. Alexei arbeitet an der Wiedereinführung der Monarchie, aber die Nähe zwischen Frederika und dem Prinzen macht den König eifersüchtig, und er wendet sich gewalttätigen Gefährten zu, um Trost zu finden. Der König sichert trotzdem Alexei den Thron, der jedoch plant, ihn zu vergiften. Frederika erfährt von dem Komplott und findet ihren Ehemann gerade noch rechtzeitig, um sein Leben zu retten. Alexei besteigt den unsicheren Thron Illyriens, während der ehemalige König und seine Familie im glücklichen Exil in Paris leben.

## Hintergrund
Am 22. September 1924 wurde angekündigt, dass Kings in Exile der nächste Film des schwedischen Regisseurs Victor Sjöström für MGM sein würde. Der Titel war die englische Übersetzung der literarischen Vorlage Les rois en exil; roman parisien des französischen Romanautors Alphonse Daudet. Sjöström, der vor der Fusion des Unternehmens des Moguls mit Metro von Samuel Goldwyn unter Vertrag genommen worden war, unterschrieb am 21. Oktober 1924 für drei weitere Filme für Goldwyn, darunter auch Kings in Exile. Die Schauspielerin Alice Terry war bereits für die Hauptrolle als Königin Frederika engagiert worden, die Dreharbeiten sollten in sechs Wochen beginnen.
Am 28. November 1924 wurde berichtet, dass die Dreharbeiten zu dem Film bereits begonnen hatten. Am folgenden Tag wurde die Besetzung von David Powell für die Hauptrolle verkündet. Der Film sollte Powells erste Westküstenproduktion seit drei Jahren sein, er erkrankte jedoch zu stark an einer Lungenentzündung, um bei dem Projekt zu bleiben. Powell erlag der Krankheit am 16. April 1925. Am 10. Dezember 1924 wurde mitgeteilt, dass die Produktion in Hollywood bereits in vollem Gange war. Anstelle Powells wurde Lewis Stone in der Hauptrolle angegeben.
Am 23. Dezember 1924 wurde bekannt gegeben, dass der Titel in Confessions of a Queen geändert worden war. Am 31. Januar 1925 wurde berichtet, dass das Studio, das seit seiner Fusion im Frühjahr 1924 nun Metro-Goldwyn-Mayer hieß, Irving Thalberg als stellvertretenden Geschäftsführer eingestellt hatte, der fünf Produktionen beaufsichtigte, darunter Confessions of a Queen. Die Produktion war Anfang Februar 1925 noch im Gange, als am 7. Februar 1925 berichtet wurde, dass in einer Szene, die in dieser Woche gedreht wurde, 2.000 Statisten eingesetzt wurden. Die Dreharbeiten endeten im Februar 1925.
James Basevi und Cedric Gibbons oblag die künstlerische Leitung. 

## Veröffentlichung
Die Premiere des Films fand am 30. März 1925 statt. Im März 1926 kam er im Deutschen Reich in die Kinos.

## Kritiken
Mordaunt Hall von der The New York Times beschrieb den Film als eine weitere Geschichte über ein mythisches Königreich, die bei weitem nicht so überzeugend sei wie einige ähnliche Filme. Ab und zu gebe es eine wirklich clevere Passage, und die szenischen Effekte seien wunderschön, aber das Interesse bleibe nicht lange erhalten. Sogar die Eheprobleme eines Königs und einer Königin können so in die Länge gezogen werden, dass sie nicht mehr unterhaltsam seien.